# نوروزک
نوروزک (نام علمی: Salvia leriifolia) گونه‌ای از سرده مریم‌گلی است که بومی جنوب خراسان و سمنان می‌باشد. و در معرض خطر انقراض است.
چرخه زندگی این گونه حدود ۱۵۹ روز معادل ۱۸۶۶ درجه روز-رشد است. شروع رشد رویشی گیاه در خراسان اواخر بهمن بوده، گلدهی آن از اوایل فروردین است و پایان چرخه رشد، بسته به شرایط آب و هوایی و بستر سنگی یا سبک از مرداد تا اوایل آبان است.
جوانه زنی بذور در دمای صفر شروع و ۳۵ درجه سانتیگراد ۷متوقف شد. بر اساس برآورد مدل‌های جوانه زنی مقادیر دماهای پایه، مطلوب و حداکثر برای بذور با پوسته در دامنه /۱٫۰–۰)، (۱۷–۱۶٬۵) و (۳۰–۳۵)، تعیین شد (۷)
علیرغم افزایش درصد اسانس برگ در تنش شدید، عملکرد اسانس در این شرایط به میزان 29 درصد در مقایسه با شاهد کاهش یافت. ترکیبات غالب اسانس برگ‎های سبز شامل 1,8-cineole، ?-pinene، pinene ?-و borneol در تیمار دیم به ترتیب به میزان 1/21، 2/10، 7 و 3/15 درصد نسبت به تیمار آبیاری کامل افزایش یافتند.. به منظور کاهش خسارت یخبندان، تاریخ کاشت 15 اسفند به عنوان مطلوب‎ترین تاریخ کشت در شرایط آب و هوایی مشهد توصیه می‎شود(٧).
عصاره نوروزک خاصیت ضد باکتری و ضدمیکروبی، خواب‌آور و شل کننده عضلات، ضدالتهاب، کاهش قند خون دارد.
همچنین عصاره نوروزک دارای اثرات محافظتی در برابر ایسکمی است. عصاره‌های آبی و الکلی ریشه گیاه نوروزک دارای اثرات محافظتی قوی علیه استرس اکسیداتیو در جریان فرایند ایسکمیک / رپرفیوژن در هیپوکامپ می‌باشند. از آنجایی که در ریشه این گیاه ساپونیز و تانن وجود داشت احتمالاً اثرات محافظتی نورون‌ها در اثر این دو ترکیب بوده‌است.